# Уряд Данії
Уряд Данії — вищий орган виконавчої влади Данії.

## Діяльність
Кабінет Міністрів Данії є головним виконавчим органом і урядом Королівства Данія з 1848 року. Кабінет очолює прем'єр-міністр. Є близько 25 членів Кабміну, відомі як «міністри», кожен з яких також є головами окремих урядових міністерств. Кабінет, як правило, складається з міністрів двох чи більше партій, що утворюють коаліційний уряд. Тим не менше, більшість цих урядів були урядами меншин, спираючись на підтримку ще інших партій.
Кабінети офіційно призначаються монархом. На практиці, коли уряд відійходить, існує фіксований набір правил для призначення слідчого (найчастіше майбутнього прем'єр-міністра), який намагається сформувати новий уряд. Прем'єр-міністр очолить Кабінет Міністрів за згодою. Кабінети названі на честь прем'єр-міністра, хоча вони можуть отримати короткі імена (наприклад, «Кабмін ВК», для нещодавнього Канцлера Венстре-Консерватив).

## Голова уряду
- Прем'єр-міністр — Ларс Люкке Расмуссен (англ. Lars Lokke Rasmussen).

## Кабінет міністрів
Склад чинного уряду подано станом на 30 листопада 2016 року.
| Логотип | Міністерство                                             | Міністр                                             | Фото | Партія                       |
| ------- | -------------------------------------------------------- | --------------------------------------------------- | ---- | ---------------------------- |
|         | Міністерство торгівлі, бізнесу та економічного зростання | Браян Міккельсен (Brian Mikkelsen)                  |      | Консервативна народна партія |
|         | Міністерство вищої освіти та науки                       | Сорен Пінд (Soren Pind)                             |      | Венстре                      |
|         | Міністерство державних інновацій                         | Софі Лоде (Sophie Lohde)                            |      | Венстре                      |
|         | Міністерство екології та продовольства                   | Есбен Лунде Ларсен (Esben Lunde Larsen)             |      | Венстре                      |
|         | Міністерство економіки та внутрішніх справ               | Саймон Еміль Аммітзболл (Simon Emil Ammitzboll)     |      | Ліберальний альянс           |
|         | Міністерство енергетики, обладнання та клімату           | Ларс Крістіан Ліллехольт (Lars Christian Lilleholt) |      | Венстре                      |
|         | Міністерство з питань людей похилого віку                | Тіра Франк (Thyra Frank)                            |      | Ліберальний альянс           |
|         | Міністерство зайнятості                                  | Троельс Лунд Поульсен (Troels Lund Poulsen)         |      | Венстре                      |
|         | Міністерство закордонних справ                           | Андерс Самуельсен (Anders Samuelsen)                |      | Ліберальний альянс           |
|         | Міністерство імміграції та інтеграції                    | Інгер Стойберг (Inger Stojberg)                     |      | Венстре                      |
|         | Міністерство культури та церковних питань                | Метте Бок (Mette Bock)                              |      | Ліберальний альянс           |
|         | Міністерство оборони                                     | Клаус Йорт Фредеріксен (Claus Hjort Frederiksen)    |      | Венстре                      |
|         | Міністерство освіти                                      | Мерете Ріїсагер (Merete Riisager)                   |      | Ліберальний альянс           |
|         | Міністерство охорони здоров'я                            | Еллен Тране Норбю (Ellen Trane Norby)               |      | Венстре                      |
|         | Міністерство податків і зборів                           | Карстен Лаурітцен (Karsten Lauritzen)               |      | Венстре                      |
|         | Міністерство розвитку співробітництва                    | Улла Торнаес (Ulla Tornaes)                         |      | Венстре                      |
|         | Міністерство рівності та північної співпраці             | Карен Еллеманн (Karen Ellemann)                     |      | Венстре                      |
|         | Міністерство транспорту, будівництва та житла            | Оле Бірк Олесен (Ole Birk Olesen)                   |      | Ліберальний альянс           |
|         | Міністерство у справах дітей і соціальної політики       | Май Меркадо (Mai Mercado)                           |      | Консервативна народна партія |
|         | Міністерство фінансів                                    | Крістіан Єнсен (Kristian Jensen)                    |      | Венстре                      |
|         | Міністерство юстиції                                     | Сорен Папе Поулсен (Soren Pape Poulsen)             |      | Консервативна народна партія |